# Magyarország és Oroszország kapcsolatai

Magyarország és Oroszország kapcsolatai a magyar külpolitika, az ország kétoldalú kapcsolatai igen fontos részét képezik a középkortól napjainkig. Az Árpád-kori Magyarország is aktív külpolitikát folytatott a korabeli orosz fejedelemségek irányában, gyakran hódító szándékkal lépett fel Galíciában, máskor dinasztikus házassági kapcsolatokat létesített.
Magyarországnak a Habsburg Birodalomba olvadása után kapcsolataink az osztrák–orosz kapcsolatok keretében léteztek. A cári Orosz Birodalom a Szent Szövetség tagjaként döntő szerepet játszott az 1848–49-es forradalom és szabadságharc leverésében.
A 20. század mindkét világháborújában Magyarország Németország oldalán Oroszország, illetve a Szovjetunió ellen harcolt, és súlyos vereséget szenvedett. A második világháború után Magyarország a szovjet érdekszférába került, szuverenitása a fokozatos oldódás ellenére erősen korlátozott maradt.
A magyarországi rendszerváltás és a Szovjetunió felbomlása után új korszak kezdődött a két ország kapcsolataiban. Ukrajna önállóvá válásával a közvetlen szomszédság megszűnt, kapcsolatainkban a hangsúly a kölcsönösen előnyös gazdasági lehetőségek kutatására, kiaknázására helyeződött. A 2010 utáni Orbán-kormányok idején a politikai kapcsolatok is fejlődésnek indultak.

## Kapcsolatok a középkortól a 20. századig
Géza magyar fejedelem – még trónörökös korában, azaz Taksony magyar fejedelem idején – az Al-Duna melletti Gyécsa – ma Divécs – udvarház létesítésével ellenőrizhette a keleti kereskedelmet, amely célja ekkor Perejaszlavec volt a Duna-deltában. Ez lehetőséget adott neki diplomáciai kapcsolatok kiépítésére is. Ekkor jött létre Bizánc ellen a magyar–orosz–besenyő–bolgár szövetség I. Szvjatoszláv kijevi fejedelem vezetésével, amely azonban 970-ben az arkadiopoliszi csatában döntő vereséget szenvedett Bizánctól. A kijevi fejedelem katonai kíséretéhez tartozó kölpények valószínűleg ekkor csatlakoztak a magyar fejedelem kíséretéhez. 971-ben Tzimiszkész János bizánci császár elfoglalta Bulgáriát, II. Borisz bolgár cárt foglyul ejtette, az önálló bolgár patriarkátust pedig megszüntette, beolvasztva azt a konstantinápolyiba. Géza számára ekkor már világos volt, hogy a bizánci orientáció, a görög rítusú kereszténység felvétele Magyarország számára nem járható út. 
Az Árpád-ház királyai és hercegei közül többen házasodtak a Kijevi Fejedelemség vagy valamelyik részfejedelemsége uralkodójának családjából, a Rurik-házból. Így tett többek között I. András, Kálmán, Álmos herceg és II. Géza. A magyar királyok gyakran beavatkoztak a halicsi fejedelemség trónharcaiba, sőt II. András fiát, Kálmán herceget Halics királyává is koronáztatta.
Károly Róbert az 1335-ben a lengyel és cseh királlyal tartott visegrádi királytalálkozón biztosította a Lengyelországon keresztül Oroszországba vezető közös kereskedelmi utakat is. 

### A kapcsolatok a 18–19. században
A Nagy Péter óta erősödő egységes Oroszország a 18. század második felében vált valóban európai tényezővé. Ez akkor vált nyilvánvalóvá, amikor a hétéves háború idején 1762-ben elhunyt Erzsébet orosz cárnő és csapatai hazavonultak. Ez olyan mértékben megváltoztatta az erőviszonyokat, hogy 1763-ban a többi küzdő fél kénytelen volt békét kötni. Napóleon felett aratott győzelme után tovább nőtt Oroszország mozgástere, ereje, önbizalma.
A szabadságharc leverésében játszott szerepéért nem volt népszerű a magyarok között, de a földrajzi helyzet és a gazdasági, politikai tényezők kikerülhetetlenek voltak.

### Tudományos kapcsolatok
15-20 magyar orvos tevékenykedett Oroszországban, köztük Gyöngyössi Pál, II. Katalin orosz cárnő udvari orvosa, Kereszturi Ferenc, a Moszkvai Egyetem orvosi karának dékánja, Peken Keresztély, az Orvosi Kollégium titkára, az első orosz gyógyszerkönyv összeállítója, Peken Mátyás, neves pétervári sebészprofesszor, Orlay János, I. Sándor háziorvosa, valamint Goethe barátja, Gogol nevelője és Koritáry György, a híres szemész, harkovi egyetemi professzor.

## 1920–1941
A cári Oroszország és az Osztrák–Magyar Monarchia közötti kapcsolatok a Monarchia széthullásával, illetve Szovjet-Oroszország létrejöttével az első világháborút követően végleg megszakadtak. A világforradalmi terveket dédelgető szovjet állam és a magát a Tanácsköztársaság után ellenforradalmiként definiáló Horthy-rendszer között kibékíthetetlen ideológiai ellentétek voltak. Ugyanakkor a nemzetközi politika és a gazdasági kapcsolatok terén kínálkoztak bizonyos lehetőségek az együttműködésre, de ezek általában és végső soron kihasználatlanok maradtak. Elsősorban a versaillesi békerendszer szovjet elvetése és a Trianon utáni területi revíziót középpontba állító magyar politika között voltak érintkezési felületek, különösen a Romániával szemben folytatott politika terén, de a radikálisan antikommunista magyar belpolitika, valamint a Hitler hatalomra jutását követően egyre szorosabb magyar-német szövetség miatt ezek nem hoztak tartós eredményeket. A második világháborúban elszenvedett vereség nyomán Magyarország negyven évre a szovjet érdekszférába került, egyébként szinte ugyanúgy, mint Kelet-Közép-Európának ebben az időszakban más-más politikai taktikával próbálkozó többi államai.

### Politikai kapcsolatok
A két ország közötti politikai kapcsolatok első, megkerülhetetlen kérdése az első világháborús magyar hadifoglyok hazatérése volt. A kérdést csak hosszú, bonyolult tárgyalások nyomán sikerült rendezni, mivel a hadifoglyok közül a tiszteknek az elengedését a szovjetek az ott élő magyar kommunisták nyomására összekötötték a Magyarországon perbe fogott tanácsköztársasági népbiztosok és más politikai foglyok ügyével, azok kicserélését szabva feltételül a tisztek szabadon bocsátásáért. A jóhiszeműség mindkét féltől távol állt, a kicserélésre kijelöltek listáin ilyen-olyan okok miatt nem szereplő személyek közül mindkét oldalon többeket kivégeztek. A hadifogoly-csere ügyét csak 1924-re sikerült nagyjából lezárni.
1924-ben Berlinben végre tárgyalások indulhattak más kérdésekről, a diplomáciai és a kereskedelmi kapcsolatok felvételéről is Berlinben. A tárgyalások hátterében főleg a két országnak Romániával szemben fennálló területi igényei (Erdély és Besszarábia) álltak, ezek lettek volna egy távlati együttműködés politikai alapjai. A magyar fél azonban belpolitikai okokból, a szovjet befolyás budapesti növekedésétől tartva végül elhárította a kapcsolatok erősítését.

### Diplomáciai kapcsolatok

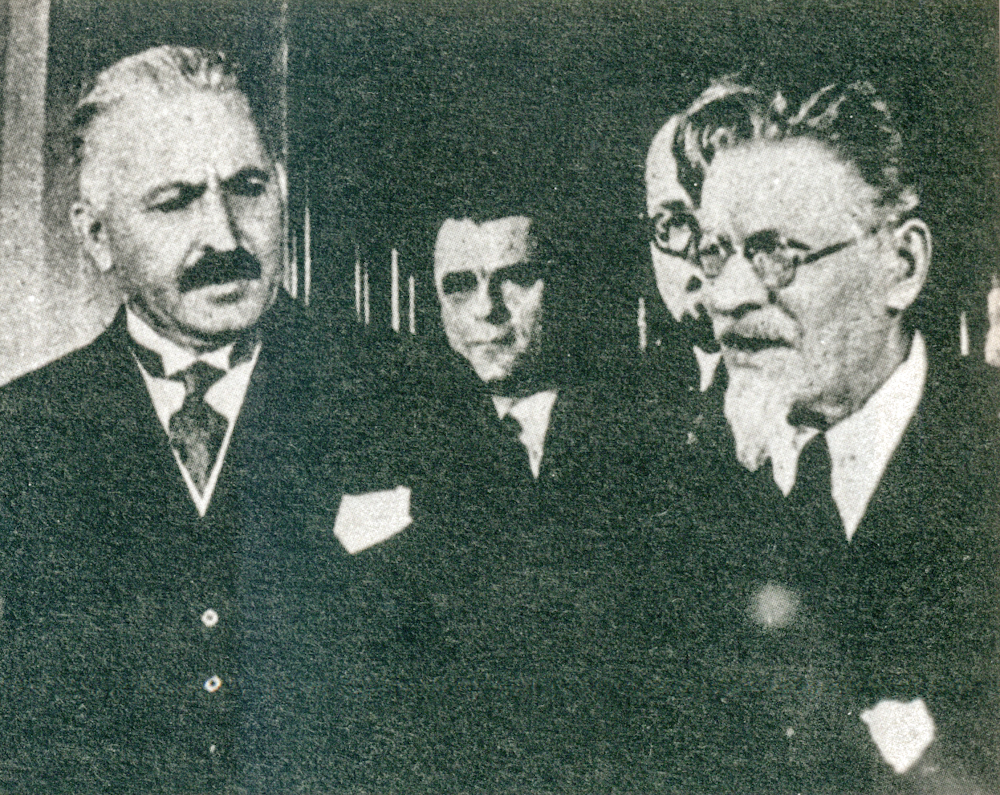
Jungerth-Arnóthy Mihály, Magyarország első moszkvai követe, megbízólevele átadásakor Kalinyin szovjet államfővel

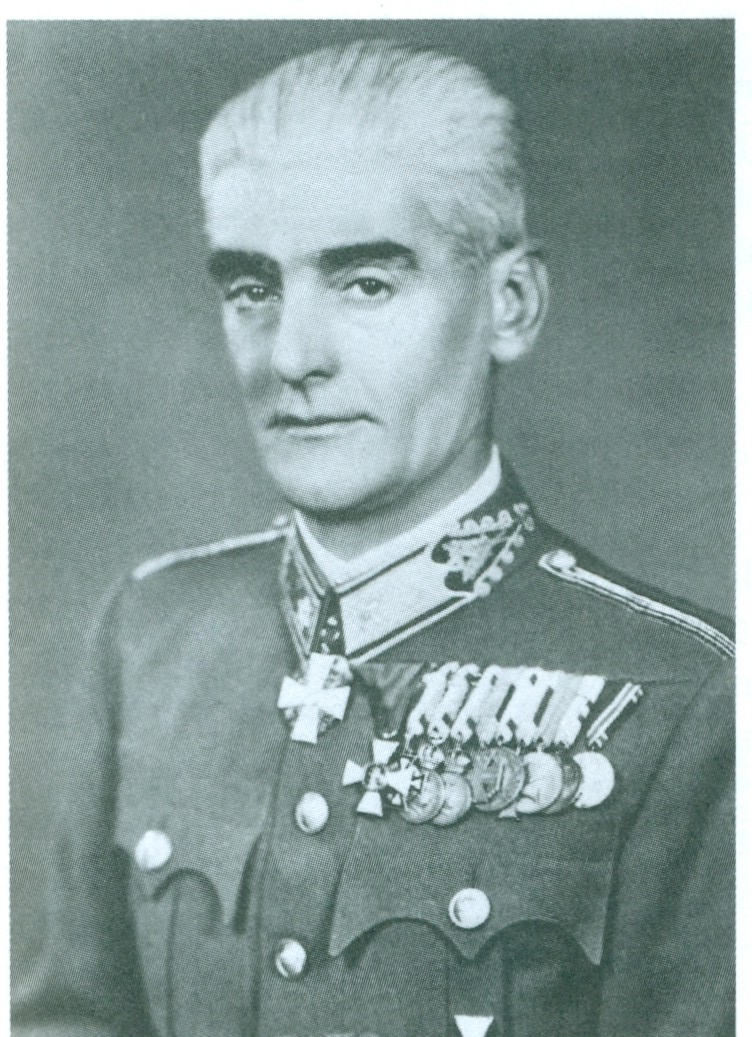
Deseő László volt a magyar katonai attasé Moszkvában 1935 és 1940 között (megszakítással)

A két ország közötti modern diplomáciai kapcsolatok felvételének gondolata már az 1920-as években felmerült. Bethlen István pártolta a kapcsolatok fejlesztését, különösen gazdasági okokból, de törekvései a diplomáciai kapcsolatok felvételére akkor a konzervatív körök ellenállásán elbuktak, a már kidolgozott egyezmény ratifikációját a parlament leszavazta. A kormányzat mértékadó körei tartottak a lépés magyar belpolitikai hatásaitól, a baloldal erősödésétől, valamint attól, hogy a budapesti szovjet képviselet aktivitását a rendőrség nem tudja majd ellenőrizni. A diplomáciai kapcsolatok felvételére végül csak a Magyarországgal igen jó kapcsolatokat ápoló fasiszta Olaszország ösztönzésére, 1934-ben került sor, amit Bethlen örömmel üdvözölt.
Magyarország a harmincas évek végén egyre jobban közeledett Németországhoz, és ennek jegyében az Antikomintern paktumhoz, különösen azután, hogy ahhoz Olaszország is csatlakozott. A Szovjetunió erősen tartott az ellene irányuló szövetségi rendszer megszilárdulásától, és szerette volna, ha Magyarország attól távol marad. Litvinov szovjet külügyminiszter 1939 január elején jegyzékben figyelmeztette magyar partnerét, hogy a magyar csatlakozást a paktumhoz a Szovjetunió a maga ellen irányuló lépésnek tekintené. Amikor erre ténylegesen sor került, Moszkva felfüggesztette a diplomáciai kapcsolatokat Magyarországgal, a követségeket egymás fővárosaiban bezárták, de a diplomáciai kapcsolatok formális megszakítására nem került sor. Csáky István külügyminiszter a hazatérő Jungerth-Arnóthy követnek kifejtette, hogy a Szovjetunióval legalább tíz évig nem lesz diplomáciai kapcsolata Magyarországnak. A háború előtti taktikai külpolitikai mozgások jegyében azonban Németország és a Szovjetunió kapcsolataiban enyhülés következett be, és Csáky már májusban vissza akarta küldeni Moszkvába Jungerth-Arnóthyt a kapcsolatok újrafelvétele lehetőségeinek kipuhatolására. A Molotov–Ribbentrop-paktum értelmében aztán a szovjet hadsereg bevonult az addig Lengyelországhoz tartozó Nyugat-Ukrajnába, Magyarország pedig még 1938 őszén az első bécsi döntés értelmében visszakapta Kárpátalját, így a két ország 1939. szeptember 21-én közvetlenül határos lett egymással. 1939. szeptember 23-án magyar kérésre a diplomáciai kapcsolatokat is helyreállították. Magyarország új moszkvai követe Kristóffy József lett.
1940 tavaszán a magyar–szovjet kapcsolatok felívelő szakaszban voltak, különösen a Románia elleni érdekeik kapcsán, mivel Magyarország Észak-Erdély visszacsatolására készült, a Szovjetunió pedig Besszarábiát foglalta el. 1941 elején a kapcsolatok javítását célzó törekvések jegyében, Rákosi Mátyás börtönből való szabadulása fejében a Szovjetunió visszaszolgáltatta Magyarországnak azokat a történelmi zászlókat, amiket a cári orosz csapatok még 1848–49-es forradalom és szabadságharc leverése során zsákmányoltak. Magyarország részvétele a Jugoszlávia elleni német támadásban azonban újra a kapcsolatok elhidegüléséhez vezetett.
1941. június 23-án, a Szovjetunió elleni német támadás másnapján Molotov szovjet külügyminiszter magához kérette a magyar követet és érdeklődött Magyarország álláspontja iránt. A maga részéről kifejtette, hogy a Szovjetuniónak nincsenek vitás ügyei vagy igényei Magyarországgal szemben, és nem ellenzi az észak-erdélyi területgyarapítást sem. Ugyanezen a napon a magyar kormány Budapesten döntött a diplomáciai kapcsolatok megszakításáról, amit június 24-én közölt Kristóffy követ Moszkvában. Június 26-án Magyarország Kassa bombázása ürügyén hadat is üzent a Szovjetuniónak.

### Gazdasági kapcsolatok
A diplomáciai és a gazdasági kapcsolatok szoros összefüggésbe kerültek, mivel a Szovjetunió ragaszkodott ahhoz, hogy a kereskedelem fejében a külföldi országok új társadalmi rendszerét elismerjék és hivatalos kapcsolatokat hozzanak létre vele. A magyar és a szovjet gazdaság Trianon után meglehetősen komplementer, egymást kiegészítő jellegű volt, mivel Magyarország korábbi belső nyersanyag-forrásainak nagy részét elvesztette, viszont gépiparának túlnyomó része az ország területén maradt. A Szovjetunió hatalmas nyersanyagforrásai és a gyorsan fejlődő gazdaság nagy igénye a gépek importjára természetesen lehetőséget kínált a gazdasági kapcsolatokra.
A jobboldali magyar kormányzat azonban igyekezett fékezni a politikai és diplomáciai kapcsolatok fejlődését attól tartva, hogy egy budapesti szovjet képviselet belpolitikai nehézségeket okozna a számára. Az 1922-es rapallói német-szovjet megállapodás után a Szovjetunió számára sem volt sürgős a Magyarországgal folytatott kereskedelem fejlesztése, hiszen a német ipar jól el tudta látni a szovjet igényeket a nyersanyagokért cserébe. Végleg elakadtak az egyes magyar vállalatok által a kétoldalú kapcsolatok nagyobb arányú fejlesztésére irányuló törekvések 1924 után, amikor a diplomáciai kapcsolatok létrehozására kidolgozott egyezmény a magyar országgyűlésben meghiúsult.
A kétoldalú kereskedelem azonban a politikai nehézségek ellenére is folyt, ha szerény mértékben is. Magyarország nyersolajat importált, döntően a grozniji olajmezőkről, és a kor színvonalán természetesen vasúti vagonokban, emellett vasérc és színesfémek (mangán, réz, cink, ólom), valamint antracit, faanyagok és az akkoriban építőipari alapanyagként alkalmazott azbeszt szerepeltek az importlistán.
Az exportban nagy szerepet játszott a magyar gépipar, főleg a mezőgazdasági gépek, valamint a lovak, mivel a Szovjet-Oroszország addig igen jelentős lótenyésztése az oroszországi polgárháborúban összeomlott és a tenyészállatok száma 800 ezerről 8500-ra csökkent, pedig ekkoriban a gazdaság és a hadsereg is tömegesen alkalmazta a lovakat. A mezőgazdasági gépek és a lovak mellett a magyar exportban villamosipari termékek (lámpák, kapcsolók), dízelmotorok, vetőmagok és takarmánynövények szerepeltek a 20-as években.
Volt egy olyan árucsoport is, ahol a két ország termékei kemény versenyben álltak a világpiacon, és ez a gabonatermékek kereskedelme volt. A szovjet gabonaexport ugyanis pontosan azokra a területekre törekedett, amelyek a magyar búza hagyományos felvevőpiacai voltak, mint Ausztria, Németország, Olaszország.
1934-ben végre, a nagy nyugat-európai országok mögött jóval lemaradva, sor került a magyar–szovjet diplomáciai kapcsolatok felvételére. Ez azonban ekkor már nem hozott áttörést a kereskedelmi kapcsolatokban, az árucsere-forgalom mértéke továbbra is szerény és hullámzó maradt.

#### Gazdasági kapcsolatok a háborús konjunktúra idején
A magyar-szovjet gazdasági kapcsolatokban a második világháború előtt csak 1940-ben került sor áttörésre, szoros összefüggésben a német-szovjet kapcsolatok alakulásával és a háborús konjunktúrával, ami Magyarországon a győri program formájában öltött testet.
Magyarország 1933-tól egyre szorosabban követte külpolitikájában Németország irányvonalát. Amikor 1939-ben megszületett a Molotov–Ribbentrop-paktum, illetve már azt néhány nappal megelőzően, augusztus 19-én a nagyszabású berlini német–szovjet kereskedelmi és hitelmegállapodás, a magyar-szovjet kereskedelmi kapcsolatok előtt is fokozatosan leomlottak a politikai akadályok és érvényre juthattak a két gazdaság komplementaritásából fakadó előnyök, ha csak a két ország közötti háború kitöréséig hátralévő rövid időre is. Moszkva ezután Bulgáriával 1940 január 5-én, Jugoszláviával május 11-én, Magyarországgal 1940 szeptember 3-án, Szlovákiával december 6-án kötött átfogó kereskedelmi megállapodást.
1939-40-ben a magyar gazdaság legnagyobb problémája a nyersanyaghiány volt a háborús tengeri blokád miatt. Az 1938-as győri program, a nagyszabású fegyverkezés beindulása nyomán a magyarországi gyáripari termelés 1939-ben 21-22%-kal (ezen belül a fémipar 54%-kal), 1940-ben további 11%-kal növekedett. A Szovjetunió viszont a két világháború között a világ akkor ismert nyersolajkészleteinek 37%-ával rendelkezett és a háború előtti években világ vasérctermelésének 18-21%-át, az acélgyártáshoz szükséges mangánérc termelésének 41%-át, a krómércének 15,5%-át adta.
A szovjet érdekeltség a kereskedelmi kapcsolatok fejlesztésében továbbra is kisebb volt Magyarországénál, és csak akkor változott a helyzet, amikor 1940 nyarán a Szovjetunió elfoglalta Romániától Besszarábiát és Észak-Bukovinát, utóbbival túlterjeszkedve még a Molotov–Ribbentrop-paktumon is. Ekkor Magyarország, mint Romániával szemben nagy területi követeléseket tápláló ország felértékelődött a szovjetek számára. 1940 augusztusában Moszkvában magas szintű tárgyalások kezdődtek, amelyeken a magyar fél fő célja a minél több nyersanyag megszerzése volt a magyar ipari termékekért cserébe. Egy ideig Magyarország továbbra is igyekezett elhárítani a budapesti szovjet képviselet bővítését kereskedelmi részleggel, de végül német tanácsra eltekintettek ettől.
A szeptember 3-án aláírt egyezmény részletesen szabályozta a két ország közötti kereskedelem kereteit, és jelentős mennyiségű nyersanyagot biztosított Magyarország számára. A kiviteli lista élén Duna-tengerjáró hajók szállítása szerepelt, tartalmazta továbbá elektromos gépek és berendezések, 3600 darab vasúti kocsikerék-pár, acélcsövek, dízelmotorok és lokomobilok exportját. Az egyezmény valóban csak keretnek bizonyult, rögtön jelentős változtatásokat kellett tenni rajta. Észak-Erdély visszacsatolása miatt Magyarországnak megszűnt az igénye a szovjetunióbeli fatermékekre, mivel a visszakapott területeknek ez volt az egyetlen, de igen jelentős mennyiségben rendelkezésre álló nyersanyaga. A szovjet fél végül foszfátot és pamutot szállított a fa helyett. A másik tétel, ami jelentősen változott, a magyar hajók szállítása volt. Erre az egyezmény 800 ezer dollárt irányzott elő, de a szovjet fél igényei nagyobbak voltak, és 1940 decemberében a Ganz szerződést között a szovjet importvállalattal két darab, egyenként 950 ezer dollár értékű hajó szállítására 1941 szeptemberi határidővel, amihez – a magyar állam szokatlanul kemény nyomására – a vállalatnak két darab, magyar hajózási vállalatok számára már készülő hajót kellett „átirányítani” erre a célra.
A kereskedelmi szerződés megkötése mellett megindult az infrastrukturális kérdések rendezése is. Gyors megegyezés született a postai, távíró- és távbeszélő kapcsolatok felvételében. A közvetlen vasúti kapcsolatok megteremtése azonban – részben az eltérő nyomtáv miatti technikai problémák miatt – elhúzódott. Az első vonat, ami az 1848–49-es honvédzászlókat is szállította, 1941. március 22-én érkezett meg a határállomásra, ami magyar oldalon Volóc, szovjet oldalon Lavocsnye volt. A kombinált vágányú vasúti határállomás azonban csak június 16-ra készült el. Bárdossy miniszterelnök ekkor értesítette Kristóffy követet, hogy a kétoldalú forgalom június 20-i megindulásának nincs akadálya. Június 26-án viszont Magyarország már hadat üzent a Szovjetuniónak.

##### A Szovjetunió részvétele a Budapesti Nemzetközi Vásáron 1941-ben

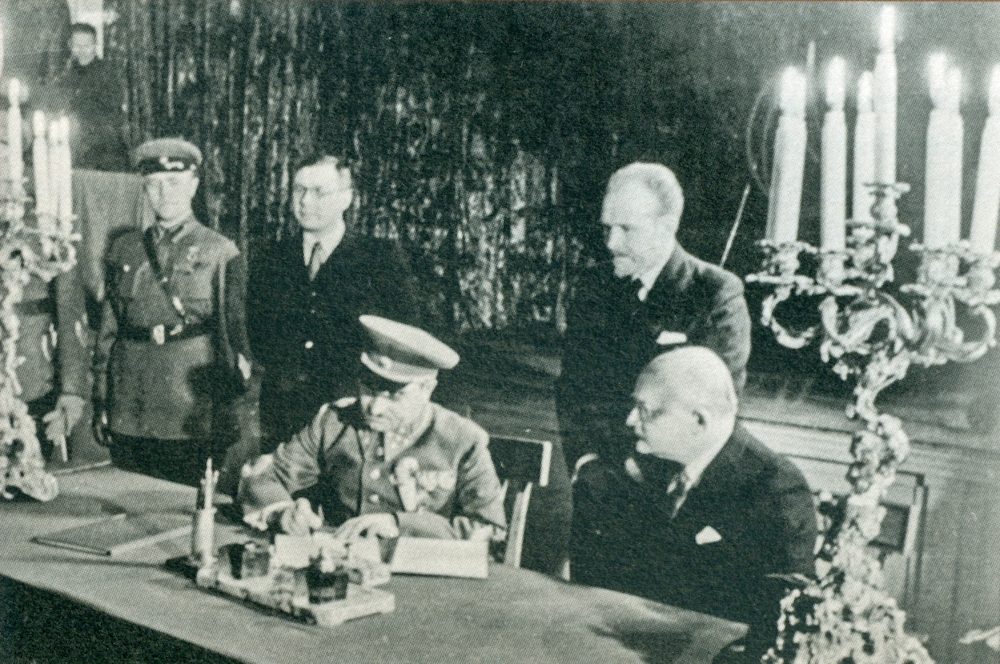
Az 1848-as zászlók visszaadásáról szóló egyezmény aláírása Moszkvában 1941-ben

A magyar-szovjet kapcsolatok igen jelentős eseménye volt a Szovjetunió részvétele a Budapesti Nemzetközi Vásáron 1941 tavaszán, a két állam közötti két évtizedes rossz viszony után. A Szovjetunió meghívását az 1940 folyamán gyorsan javuló államközi kapcsolatok keretében a BNV kezdeményezte a gazdasági és turisztikai kapcsolatok fejlesztése érdekében, és 1941 januárjában a Minisztertanács egyhangúlag elfogadta. A Szovjetunióban szintén a pártállami döntéshozatali rendszer csúcsa, a Szovjetunió Kommunista Pártja Politikai Irodája („Politbüro”) hozott döntést a részvételről.
A magyar sajtó a szovjet részvételt már az előkészületek idején szenzációként kezelte. Az 1000 négyzetméteres szovjet pavilon a legnagyobb volt a nemzeti pavilonok között (a két olasz pavilon összesen 800 és 600 m², a német mindössze 260 m² nagyságú volt). A szovjet kiállítók külkereskedelmi vállalatok, könyvterjesztő, filmforgalmazó és turisztikai cégek voltak.
A május 2-től 12-ig tartó 36. BNV-t Horthy Miklós kormányzó nyitotta meg, és kíséretével meglátogatta a szovjet pavilont is. A korabeli magyar sajtó részletesen beszámolt a kiállításról és az iránta megnyilvánuló hatalmas érdeklődésről. A magyar kormányzat egy része erősen tartott a szovjetek politikai propagandájától, de a gazdasági és kulturális eredmények népszerűsítésén kívül közvetlen politikai propaganda nem szerepelt a kiállítótereken.

### Kulturális és tudományos kapcsolatok 1920–1941
1920 és 1941 között kulturális, tudományos téren csak epizódszerű volt az érintkezés a két ország között. Magyarországon nyolc-tíz intézménynek jártak szovjetunióbeli folyóiratok, kizárólag természettudományos jellegűek. A Szovjetunióban a permi és a kazanyi egyetemek természettudományi részlegei járattak magyar periodikákat.
A magyar tudósok közül Fettich Nándor régész, őstörténész végzett két ízben is kutatásokat a Szovjetunióban, munkáját Hóman Bálint vallás- és közoktatási miniszter és Zichy István, a Magyar Nemzeti Múzeum igazgatója is nagyra értékelte. Magyary Zoltán jogászprofesszor is végzett kutatómunkát a Szovjetunióban, beutazó vízuma érdekében Kánya Kálmán belügyminiszter járt közben Alekszandr Harutjuni Bekzadján szovjet követnél.
Illyés Gyula és Nagy Lajos 1934-ben a Szovjet Írószövetség meghívására tettek tanulmányutat a Szovjetunióban, erről közzé is tették élményeiket.

## Magyarország és a Szovjetunió küzdelme a második világháborúban

### Katonai emlékhelyek

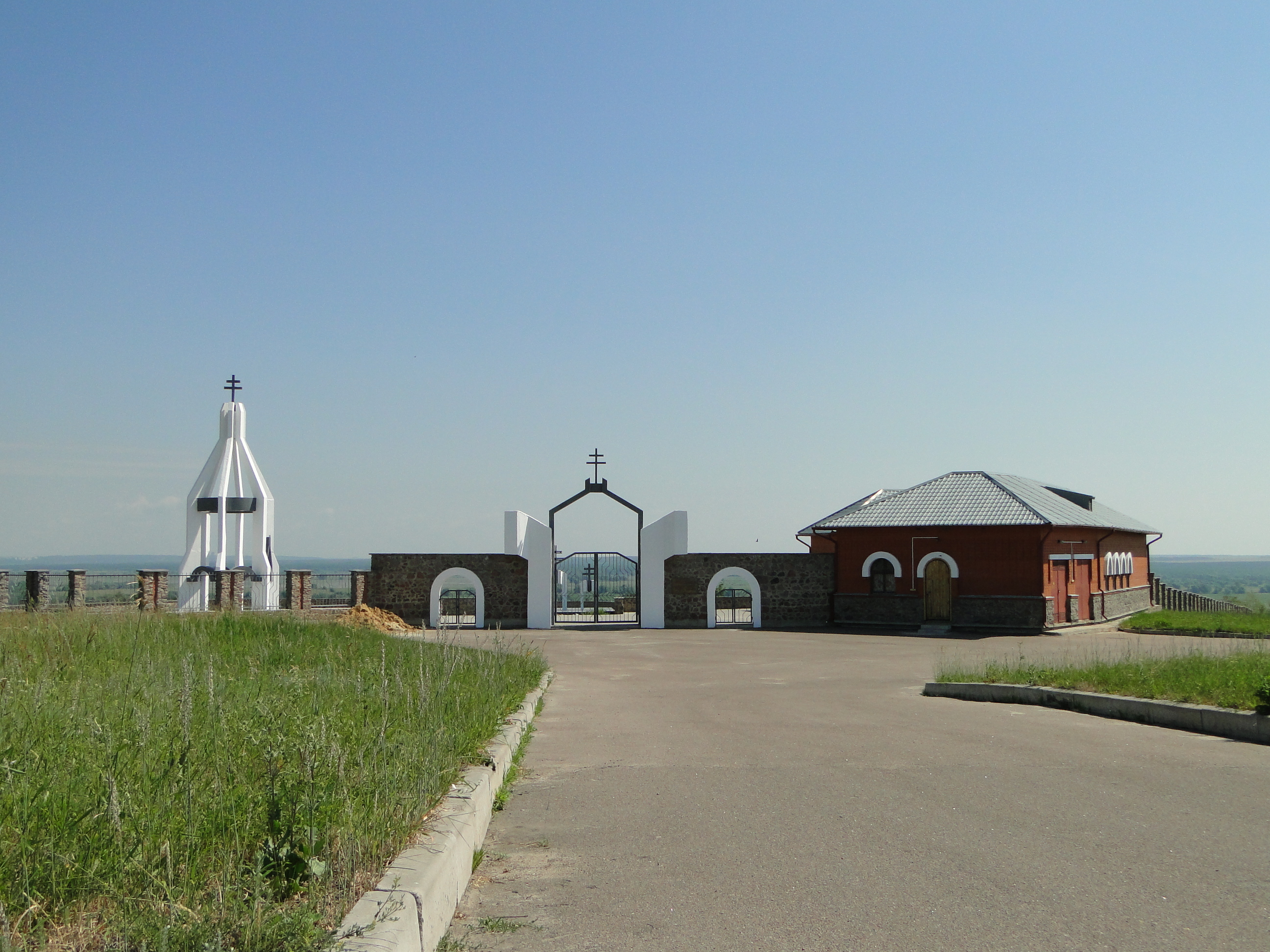
Rudkino katonai temető

Megközelítőleg 220 második világháborús emlékmű található Oroszországban, melyek az elesett magyar katonák emlékére lettek felállítva. Oroszországban ma példamutatóan ápolják az ott elhunyt egykori magyar katonák nyugvóhelyeit. Egy államközi megállapodás alapján az orosz államadósság törlesztéseként – 10 millió dollár összegű – levéltári kutatásokra alapozva folyamatosan feltérképezik a hadifogoly-temetőket, s mindegyikben emlékművet állítanak az elhunytaknak, nevüket külön névtáblán is megörökítve. A két állam között létrejött kormánymegállapodás végrehajtásáért Oroszország területén a Vojennije Memoriali Nemzetközi Katonai Emlékmegőrző Társaság a felelős. Magyarország velük együttműködésben próbálja meg felderíteni és megmenteni a még megtalálható magyar katonasírokat. Az oroszországi magyar hősi temetők között kiemelkedik a Rudkino, valamint Boldirevka településeken létesített két központi magyar hősi temető. Ezenkívül számtalan feltételezett és ismeretlen helyszínen nyugszanak magyar katonák Oroszország területén. De a legtöbb elesett katonát a Don-kanyar körüli temetőkben helyezték örök nyugalomra, ahol a közel 200 000 fős második magyar hadsereg 1943-om januárjában megsemmisítő vereséget szenvedett.

## Magyarország a szovjet érdekszférában, 1945–1990
A magyar Ideiglenes Nemzeti Kormány küldöttsége 1945. január 20-án írta alá Moszkvában a Szovjetunióval a fegyverszüneti megállapodást, amely az ország szuverenitását korlátozva az egyezmény betartatását a Szövetséges Ellenőrző Bizottságra bízta. A diplomáciai kapcsolatok újrafelvételekor, 1945. október 15-én Szekfű Gyula lett Magyarország moszkvai követe. Ő azonban betegsége miatt csak 1946. március 21-én tudta átnyújtani megbízólevelét Moszkvában. 1948-ban a két ország kapcsolatait nagyköveti szintre emelték, túllépve azon a korábbi diplomáciai szokáson, hogy nagyköveteket csak nagyhatalmak küldtek egymás országaiba. 1948. május 25-én Szekfű Gyula immár ebben a minőségében adta át megbízólevelét Nyikolaj Mihajlovics Svernyiknek, a Szovjetunió Legfelső Tanácsa Elnöksége elnökének, a címzetes államfőnek. Ettől kezdve a két ország nagyköveti szintű diplomáciai kapcsolatai folyamatosak.
A magyarországi német csapatok kiűzése, a harcok megszűnte után a Szovjetunió befolyása az általa ellenőrzött magyarországi Szövetséges Ellenőrző Bizottság révén az ország teljes politikai, gazdasági életére kiterjedt. A magyar polgári kormányzat igyekezett megőrizni a szuverenitás elemeit, a Szovjetunió pedig leplezni kívánta túlnyomó befolyását, ezért mindkét fél ápolta az államközi kapcsolatok külső jegyeit. 1946 áprilisában Nagy Ferenc miniszterelnök és Gyöngyösi János külügyminiszter Moszkvába látogattak. 1948 februárjában a két ország barátsági, együttműködési és kölcsönös segélynyújtási szerződést kötött; ez alkalommal Tildy Zoltán köztársasági elnök és Dinnyés Lajos miniszterelnök is a Szovjetunióba utazott.

## A rendszerváltás után
Az 1989–91 között lezajlott kelet-közép-európai rendszerváltások gyökeresen átalakították a II. világháború után kialakult nemzetközi kapcsolatokat. 1990 után Magyarország a felbomlott szovjet birodalomtól való elszakadás jegyében óvatos, távolságtartó Oroszország-politikába kezdett, ez ugyanakkor nem jelentett barátságtalan viszonyt. Antall József miniszterelnök 1991-es moszkvai látogatása során nem csak Mihail Gorbacsovval találkozott, de Borisz Jelcinnel is, valamint az ukrán elnökkel Leonyid Kravcsukkal is. A két ország közti viszonyt azonban sem Antall, sem Boros, sem Horn nem próbálta szorosabbra fűzni, figyelmüket elsősorban az ország nyugati integrációja kötötte le.

### Megtorpanás 1998-ban
Ez a viszonylag barátságos viszony, fejlődő gazdasági kapcsolatrendszer az évtized közepétől megtorpant. Ennek főbb okai az 1998-as pénzügyi válság, a NATO keleti bővítése, a délszláv helyzet alakulása, valamint az első Orbán-kormány politikája. Az 1998-1999-es oroszországi válságot követően a magyar export szereplői (Rába, Ikarus, Medicor, Globus, Transelektro) megszűntek vagy exportjuk mértéke jelentősen zsugorodott. Mindemellett az 1998-ban hatalomra került Orbán-kormány folytatta a rendszerváltás oroszellenes retorikáját. Így például az akkori magyar kormányzat hatékonyan közbenjárt, hogy a Gazprom ne tudjon komoly befolyást szerezni két fontos hazai vegyipari vállalatban, a BorsodChemben és a TVK-ban. A koszovói háború idején pedig komoly diplomáciai botrány lett abból, hogy Magyarország vonakodott átengedni egy szerbeknek szánt orosz segélyszállítmányt. A szállítókonvojban ugyanis páncélozott járművek, valamint ENSZ-embargó alá tartozó üzemanyagszállítmány is volt. Egynapos huzavona után a katonai járművek nem, de az üzemanyag fele áthaladhatott az országon. 

### Újabb fellendülés 2001 után
Magyarország csak a 2001. szeptember 11-i események után volt kénytelen átértékelnie keleti politikáját. Emellett az orosz gazdasági válság elmúltával és az orosz piac javuló fizetőképességével egyenes arányban a magyar exportőrök aktivitása ismét megnőtt. Egyre jelentősebb szerephez jutottak a magyar építési fővállalkozások, a gyógyszeripar, az orvosi műszerek és berendezések exportja, valamint a szerény mennyiségű élelmiszeripari termékek mellett a szolgáltatásexport. A baloldal hatalomra lépésével látványosan javult a magyar-orosz viszony. Medgyessy Péter már 2002 decemberében Moszkvába látogatott, előtte utoljára Horn Gyula járt ott még 1995-ben. A politikai fejlemények hatására a két ország közti kereskedelmi kapcsolatok volumene egy év alatt negyven százalékkal bővült. Gyurcsány Ferenc 2006-ban kétszer is találkozott Vlagyimir Putyinnal, és 2009-ben nem sokkal lemondása előtt is járt nála.

### 2010-től nyitás kelet felé
Orbán Viktor még újabb miniszterelnöki megbízatása előtt 2009 őszén találkozott Putyinnal. Az orosz miniszterelnök pártjának kongresszusát látogatta meg Szentpéterváron, ahol röviden üdvözölték egymást. Orbán gesztusával jelezte, hogy kész tárgyalni az oroszokkal. 2010-ben pedig Orbán Viktor meghirdette a keletre nyitás politikáját, arról beszélt, hogy ideológiai viták helyett pragmatikusan kell közeledni a keleti nagyhatalmak felé. Orbán és Putyin szoros együttműködése hamarosan új alapokra helyezte a két ország kapcsolatait, amit leginkább a 2014-ben a paksi atomerőmű második ütemének megépítéséről szóló szerződés megkötése fémjelez. Jelentős belpolitikai vitákat váltott ki a budapesti 3-as metró szerelvényeinek orosz felújítása is. Mindenesetre Orbán Viktor és Putyin találkozói rendszeressé váltak, a két vezető évente kétszer találkozik Budapesten és Oroszországban, ami Magyarország kétoldalú kapcsolataiban párját ritkító gyakoriság.

### A magyar gázfüggőség kialakulása
Az orosz magyar kapcsolatok egyik legsúlyosabb problémája a gázfüggőség. A hazai gázprobléma gyökerei a Kádár-rendszerig nyúlnak vissza. Az ország gazdasága akkor lényegében két pillérre, a valutaalapú nyugati hitelekre és az olcsó, rubelalapú szovjet energiahordozó-importra épült. 1980-ban még csak a lakások 25 százalékában, a rendszerváltás évében már 40 százalékában volt vezetékes gáz. A KSH adatai szerint 2005-ben a ténylegesen lakott ingatlanok 75,4 százalékában volt bevezetve a gáz. Ellenben a hazai földgáztermelés volumene csökken: a hazai gázmezők felhozatala a nyolcvanas évek évi 7 milliárd m3-éről 2,5 milliárd m3-re apadt, az import napjainkra a teljes földgázforgalom 80,5 százalékát teszi ki. Annak idején Magyarország az egyik legrosszabb feltételekkel kötötte meg a Gazprommal a hosszú távú gázszerződését, és bár a nyugatról érkező spotgáz jelenleg hiába olcsóbb, mint az orosz import, az E.ON-nak mindenképpen ki kell fizetnie a szerződésben rögzített meghatározott mennyiséget.

### A hosszú távú gázszerződések
A Gazprommal kötött hosszú távú szerződés 2015-ben jár le. A mostani kormány azt tervezi, hogy a következő megállapodást az oroszok esetleg már egy állami céggel kössék. Az oroszok a régióban minél hosszabb szerződéseket akarnak kötni, nemrég ajánlottak például a lengyeleknek 2045-ig szóló konstrukciót is, új kedvezményekkel, de azzal a feltétellel, hogy harmadik országnak a gázt nem adhatják tovább. Orbán Viktor a román és a magyar gázvezetékek összekötésekor arról beszélt, hogy az egyoldalú orosz függőség oldásáért regionális hálózatokat kell építeni. Az oroszok éppen az ilyen építkezéseknek akarnak elébe menni. Miközben a magyar kormány egyrészt erőltetné a régiós együttműködést, és ehhez EU-s segítséget is igyekszik szervezni, addig az oroszok különalkukkal igyekeznek az érintett országokat leválasztani egymásról. A regionális vezetékeken kívül lengyel, román és horvát LNG-terminálok építésétől, és a nagy vezetéképítési tervek jövőjétől is függ Magyarország alkupozíciója. A magyar kormány az AGRI-val, a Nabuccóval és a Déli Áramlattal együtt sem tudja drámaian csökkenteni az oroszoktól való függést, így az, hogy kedvező feltételekkel kössék meg a 2014-ben lejáró hosszú távú szerződéseket, az országnak első számú érdeke.

### A Szurgut-pakett
Az orosz-magyar viszony egyik szintén neuralgikus eleme volt a Szurgutnyeftyegaz 21,2 százalékos MOL-részesedése, amit az orosz vállalat az OMV-től vásárolt meg korábban, miután az osztrák olajipari multi letett arról, hogy a MOL-t bekebelezze. A Szurgut ezt követően nem érvényesíthette tulajdonosi jogait, mert nem fedte fel tulajdonosait, ezért a MOL nem jegyezte be a társaságot a részvénykönyvbe. Végül ezt a kérdést a legutóbbi orosz-magyar tárgyalások során nagy nemzetközi visszhang kíséretében megoldották, mégpedig úgy, hogy a magyar állam az IMF–EU mentőcsomagjából megmaradt tartalékból megvásárolta a pakettet 1,88 milliárd euróért.

### Fejlődő kulturális kapcsolatok
De nem csak a nagypolitika és az energiapolitika szintjén beszélhetünk növekvő aktivitásról, a gazdasági és kulturális kapcsolatok is soha nem látott mértékben fejlődnek. A fiatalabb korosztályokból egyre többen érdeklődnek az orosz nyelv, az orosz kultúra iránt, egyfajta orosz reneszánsznak lehetünk a tanúi – és ennek megteremtődött intézményes kerete is, hiszen a térségünkben először éppen Budapesten, az ELTE-n nyílt meg – a Russzkij Mir Alapítvány jóvoltából – a Ruszisztikai Módszertani Központ és Kabinet. Ez követően Pécsett is Orosz Kulturális Központ nyílt a Pécsi Tudományegyetemen. A Magyarországon élő oroszok számát több ezerre becsülhetjük, épp a minap kérvényezte egyik prominens érdekképviseleti szervezetük, hogy jegyezzék be az oroszt mint magyarországi kisebbséget. A hazai virágzó orosz kulturális életet jól példázza, hogy számtalan honlap jelenik meg, amely a magyar-orosz kapcsolatokra, az itt élő oroszokra és a hazai turisztikai lehetőségekre fókuszál orosz vagy magyar nyelven. Sőt, már kétnyelvű portál is működik. 
A magyar-orosz kulturális kapcsolatok fejlesztésében fontos szerepet tölt be a Budapesten található Orosz Kulturális Központ. Ez az intézmény kulturális programok, koncertek, nyelvoktatási lehetőségek, orosznyelvű könyvtár üzemeltetése mellett a fiatalok esetleges Oroszországban való továbbtanulását is elősegíti. Programjaik, oktatásaik mindenki számára elérhetőek. A könyvtárban több, mint 18 ezer kötetből válogathatnak az olvasók. A könyvek többsége szépirodalmi mű, irodalmi, nyelvészeti, történelmi és kulturális szakkönyvek. A szakirodalom része a Nagy Szovjet Enciklopédia, a 82 kötetes Brockhaus és Efron Enciklopédia, továbbá számos egyéb irodalmi, társadalmi-politikai, gazdasági, tudományos, orvosi és pszichológiai témával foglalkozó mű. Továbbá Orosz Stúdiószínházat is üzemeltetnek, mely 1997-ben született és olyan amatőr színészeket egyesít, akiket a színház és az orosz nyelv szeretete vezérel.

### Turizmus
Közel 12 millió orosz turista utazott külföldre 2010-ben, ha csak a töredékét sikerül Magyarországra csábítani, az már óriási nyereség a hazai gazdaságnak. Szerencsére egyre több orosz keresi fel hazánkat, ahol Budapest, a Balaton és a gyógyfürdők élveznek prioritást. 2010-ben a moszkvai konzulátus az előző évhez képest 20%-kal több vízumot adott ki. A szentpétervári Néva Utazási Iroda adatai szerint a magyarországi forgalmuk megháromszorozódott 2009-hez képest. A kereslet elsődleges célpontjai a magyar gyógyhelyek. Az Észak-Afrikában kialakult politikai helyzet miatt az üzleti turizmus területén is nőtt az érdeklődés Magyarország iránt. Ezzel párhuzamosan egyre több orosz vásárol magyarországi ingatlant, 2010-ben például a nem EU-országokból érkező ingatlanvásárlók között az oroszok képviselték a legnagyobb létszámot. Főként a fővárosi nagy értékű villaépületeket, újépítésű penthouse-okat és a fürdővárosi apartmanokat, családi házakat vásárolják.  Hévíz szinte már orosz turisztikai központtá válik, de Gyula, Hajdúszoboszló és Bükfürdő is vonzza a kelet-európai ország turistáit. Az egészségturizmus a hazai gazdaságstratégia egyik prioritása a gyógyfürdő-kultúra fejlesztésével egyetemben, ezért várhatóan tovább növekszik az orosz turisták aktivitása hazánkban. 

### Kisebbségi minősítés
A Magyarországon élő orosz kisebbség először 2006-ban kezdeményezett folyamatot, hogy megszerezzék az államilag elismert kisebbségi minősítést Magyarországon, azonban a 100 éves jelenlét hiánya miatt ezt az MTA elutasította. 2018-ban újabb próbálkozást tettek és több dokumentummal is igyekeztek igazolni a jogosultságot feltételező 100 éves jelenlétet, azonban a kérelmet újra elutasították, ugyan azzal az indokkal, annak ellenére, hogy több történész és muzeológus is alátámasztotta állításukat. Statisztikák szerint már 1910-ben is éltek hazánkban oroszok, azonban az MTA nem támogatta, hogy a parlament nemzetiségi státuszt adjon a Magyarországon élő oroszoknak.

### 2022: Az ukrajnai invázió idején
2022-ben, a két ország közötti korábbi szoros kapcsolat ellenére, bár nyugati szövetségeseihez képest jóval megkésve,  Orbán Viktor miniszterelnök elítélte Oroszország invázióját és bejelentette, hogy az Európai Unió többi országával együtt szankciókat fog bevezetni. A szankciókkal kapcsolatban azonban a magyar kormányzat különutas magatartást tanúsít, és a kormánymédia folyamatosan megkérdőjelezi a szankciók szükségességét, hasznosságát.

## Oroszország budapesti missziójának vezetői

### A Szovjetunió által delegált képviselők
- Adolf Markovics Petrovszkij (1934. április 2. — 1934. november 11.)
- Alekszandr Harutjuni Bekzadján (1934. november 17. — 1937. november 20.)
- Viktor Andrejevics Plotnyikov (1937 — 1939. március)
- Nyikolaj Ivanovics Saronov (1939. október 26. — 1941. június 23.)

Magyarország 1941 június végén hadat üzent a Szovjetuniónak, a diplomáciai kapcsolatok csak a második világháború után álltak helyre.
- Georgij Makszimovics Puskin (1945. október 1. — 1949. június 28.)
- Arszenij Vasziljevics Tyiskov (1949. június 28. — 1949. november 20.)
- Jevgenyij Dmitrijevics Kiszeljov (1949. november 20. — 1954. július 15.)
- Jurij Vlagyimirovics Andropov (1954. július 15. — 1957. március 7.)
- Jevgenyij Ivanovics Gromov (1957. március 7. — 1959. május 31.)
- Tyerentij Fomics Stikov (1959. május 31. — 1960. július 6.)
- Vlagyimir Ivanovics Usztyinov (1960. július 6. — 1962. január 12.)
- Georgij Apollinarjevics Gyenyiszov (1963. január 12. — 1966. január 19.) 1964-ben és 1966-ban Mikola Rogyionovics Seleh ügyvivőként helyettesítette.
- Fjodor Jegorovics Tyitov (1966. január 19. — 1971. március 18.)
- Vlagyimir Jakovlevics Pavlov[42] (1971. március 18. — 1982. január 18.)
- Vlagyimir Nyikolajevics Bazovszkij (1982. január 18. — 1985. július 9.)
- Borisz Ivanovics Sztukalin (1985. július 9. — 1990. július 8.)
- Ivan Pavlovics Aboimov (1990. július 8. — 1991. december 25.)